# 순데랄 바후구나

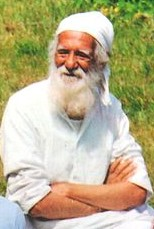
순데랄 바후구나

순데랄 바후구나(산스크리트어: सुन्दरलाल बहुगुणा, 1927년 1월 9일 ~ 2021년 5월 21일)는 인도의 환경 운동가이다.
1970년대에 히말라야산맥 숲 보호 운동인 칩코 운동을 주도했고, 1980년대부터 2004년까지는 테흐리 댐 건설 반대 운동을 했다.
2021년 5월 8일 코로나19 양성 판정을 받아 입원 치료를 받았지만 5월 21일 사망했다.